# Vénus et Adonis
Vénus et Adonis (título original en francés; en español, Venus y Adonis) es una ópera (tragédie en musique) en un prólogo y cinco actos con música de Henri Desmarets y libreto de Jean-Baptiste Rousseau, basado en la historia de Venus y Adonis en el Libro X de Las metamorfosis de Ovidio. Se estrenó en la Académie Royale de Musique de París el 28 de julio de 1697 con Marie Le Rochois y Louis Gaulard Dumesny en los papeles titulares. 
Desmarets representó una gran reposición de la obra con un nuevo prólogo en la corte de Leopoldo, duque de Lorena en 1707. En vida del compositor, fue representada en Alemania, Bélgica y Francia, pero luego cayó en la oscuridad. Su primer representación en tiempos modernos tuvo lugar en la Ópera de Nancy el 28 de abril de 2006, que es la única representación que aparece para el período 2005-2010 en las estadísticas de Operabase.

## Personajes
| Personaje                                | Tesitura     | Reparto del estreno, 28 de julio de 1697 (Director: ) |
| ---------------------------------------- | ------------ | ----------------------------------------------------- |
| Prólogo (versión original de París)      |              |                                                       |
| Mélicerte, una ninfa                     |              |                                                       |
| Partenope, una ninfa                     |              |                                                       |
| Palémon, un pastor                       |              |                                                       |
| Diana                                    |              |                                                       |
| Ópera                                    |              |                                                       |
| Adonis                                   | haute-contre | Louis Gaulard Dumesny                                 |
| Venus                                    | soprano      | Marie Le Rochois                                      |
| Cidippe (Cídipe), una princesa de Chipre | soprano      | Marie-Louise Desmatins                                |
| Marte                                    | bajo         | Charles Hardouin                                      |
| Bellona                                  |              |                                                       |
| Celos                                    |              |                                                       |
| Un seguidor de Marte                     |              |                                                       |
| Un habitante de Chipre                   |              |                                                       |